# Colorado (ort i Brasilien, Paraná, Colorado)
Colorado är en ort i Brasilien.   Den ligger i kommunen Colorado och delstaten Paraná, i den södra delen av landet, 900 km sydväst om huvudstaden Brasília. Colorado ligger 444 meter över havet och antalet invånare är 20 449.
Terrängen runt Colorado är huvudsakligen platt. Colorado ligger uppe på en höjd.
Trakten runt Colorado består i huvudsak av gräsmarker. Runt Colorado är det ganska tätbefolkat, med 58 invånare per kvadratkilometer.